# HD38170
HD38170 — хімічно пекулярна зоря спектрального класу B9, що має видиму зоряну величину в смузі V приблизно  5,3.
Вона  розташована на відстані близько 362,8 світлових років від Сонця.

## Фізичні характеристики
Зоря HD38170 обертається 
досить швидко 
навколо своєї осі. Проєкція її екваторіальної швидкості на промінь зору становить  Vsin(i)= 65км/сек.
Телескоп Гіппаркос зареєстрував фотометричну змінність  даної зорі з періодом    1,38 доби в межах від  Hmin= 5,30 до  Hmax= 5,27.